# باراماريبو

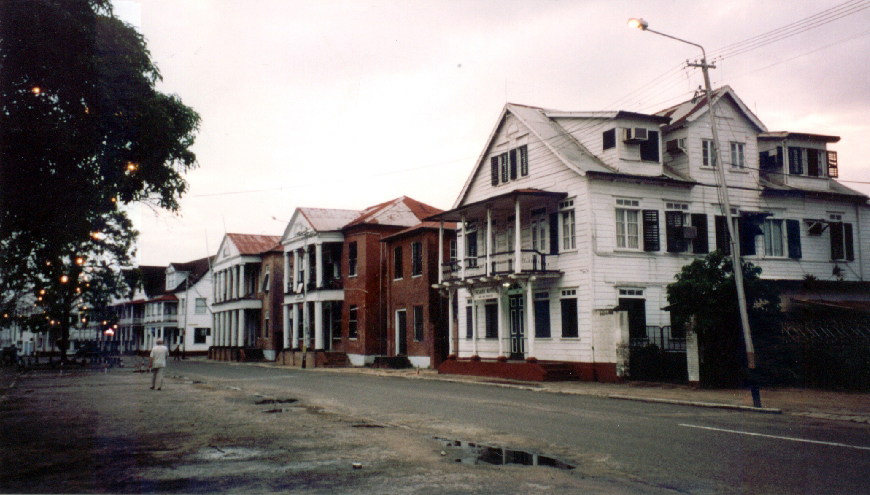
باراماريبو

باراماريبو Paramaribo هي عاصمة سورينام وأكبر مدنها. تقع على ضفة نهر سورينام بمقاطعة باراماريبو، يبلغ عدد سكانها حوالي 250.000 نسمة. المدينة التاريخية داخل باراماريبو تم تصنيفها ضمن مواقع التراث العالمي منذ 2002.

## التاريخ
نشأت المدينة على يد الهولنديين كمركز تجاري، ثم استولى عليها الإنجليز سنة 1630 وصارت سنة 1650 عاصمة للمستعمرة الإنجليزية الجديدة. وقد تنقلت السيادة على المنطقة عدة مرات ما بين الإنجليز والهولنديين ولكنها عادت مجدداً إلى الهولنديين سنة 1667 وخضعت للحكم الهولندي من سنة 1815 وحتى استقلال سورينام سنة 1975.
وفي يناير 1820 اندلع في المدينة حريق فدمر أكثر من 400 منزلاً ومباني أخرى، ثم اندلع حريق آخر في سبتمبر 1832 فأتى على 46 منزلاً على الجانب الغربي من الفاتركانت Waterkant
وفي 7 يونيو 1989 تحطمت طائرة الخطوط الجوية السورينامية (الرحلة 764) أثناء هبوطها على مدرج مطار يوهان أدولف بينغل الدولي، جنوب باراماريبو بحوالي 30 كيلومتراً، فقتل 176 من أصل 178 راكباً و9 أفراد طاقم.
ترجع أصول سكان باراماريبو في معظمها إلى الهنود الآسيويين، والسكان الأصليين، والأفارقة، والهولنديين.

## الجغرافيا

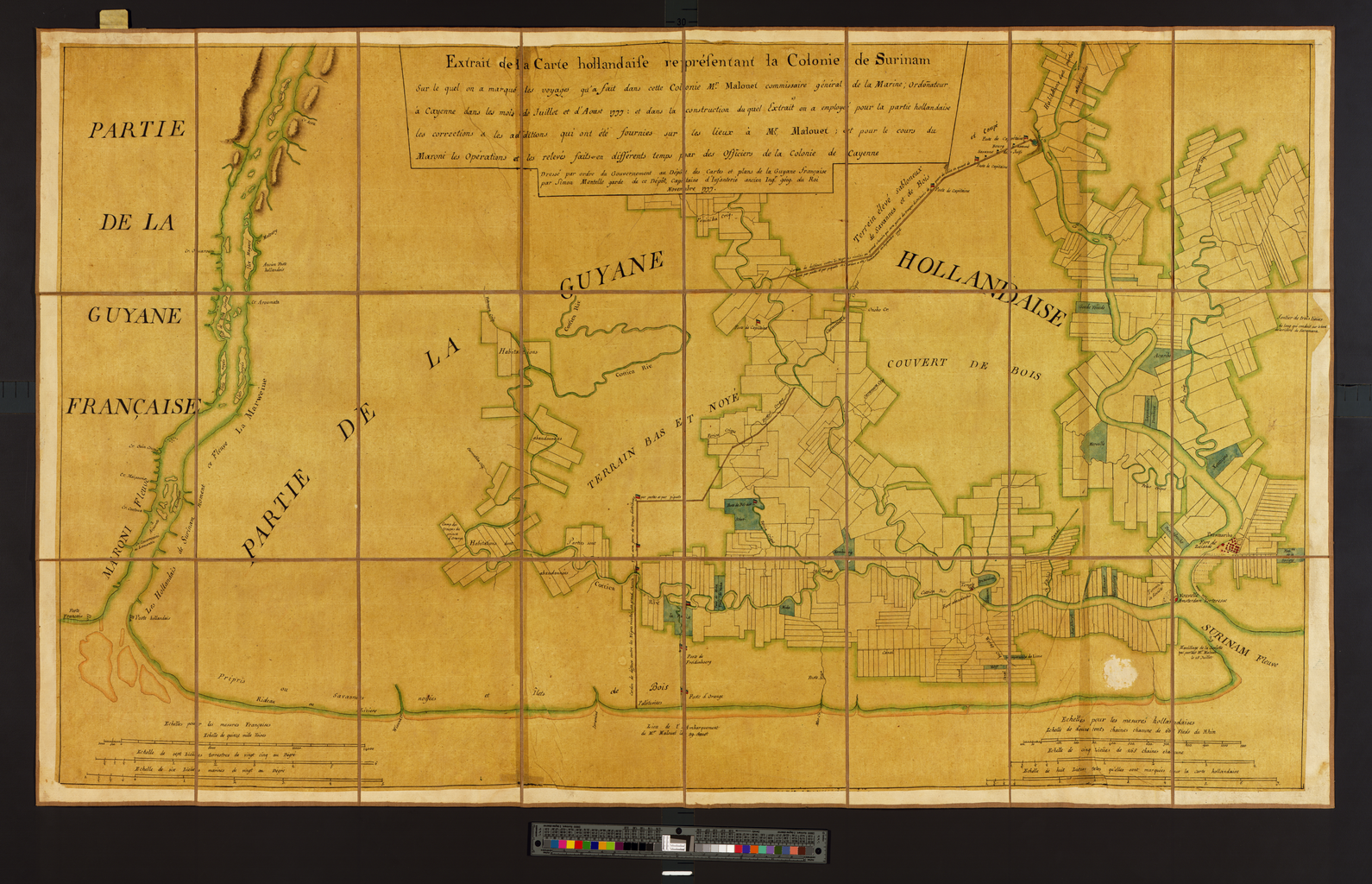
مقتطف من الخريطة الهولندية التي تمثل مستعمرة سورينام, 1777

تقع المدينة على نهر سورينام على بعد نحو 15 كيلومترا (9.3 ميل) من المحيط الأطلسي، في مقاطعة باراماريبو.

## الاقتصاد
أغلب صادرات المدينة من الذهب، البوكسيت، قصب السكر، الأرز، الكاكاو، البن والرم أيضا الخشب والأسمنت الاٍستوائيين والطلاء الذي يتم تصنيعه في المدينة.

## السكان
يبلغ عدد سكان باراماريبو حوالي 250 ألف نسمة، وهو ما يمثل نصف عدد سكان سورينام تقريباً.
تتباين العرقيات في سورينام، حيث توجد عرقية الكريول (المولودون محلياً من آباء أجانب) والهندوستانيين وسكان جزر لهند الشرقية وعرقية المارون والجاويين والسكان الأصليين لأمريكا والصينيين والأوروبيين (وهم من ذوي الأصول الهولندية والإنجليزية بشكل عام).

## الاقتصاد
أهم صادرات المدينة الذهب والبوكسيت وقصب السكر والأرز والكاكاو والبن وأخشاب الغابات المدارية، كما توجد في المدينة مصانع للأسمنت والطلاءات.

## النقل والمواصلات
يخدم مدينة باراماريبو مطاران: أحدهما دولي هو مطار «يوهان أدولف بينغل» الدولي، والآخر للرحلات المحلية وهو مطار «تسورغ إن هوب».

## الثقافة
تقام في أيام الآحاد والعطلات مسابقة شعبية لغناء الطيور. وتوجد في سورينام دار سينما وحيدة مكانها في العاصمة باراماريبو.

## معالم هامة
- مسجد سورينام
- المجلس الوطني لسورينام
- معبد نيفيه شالوم اليهودي

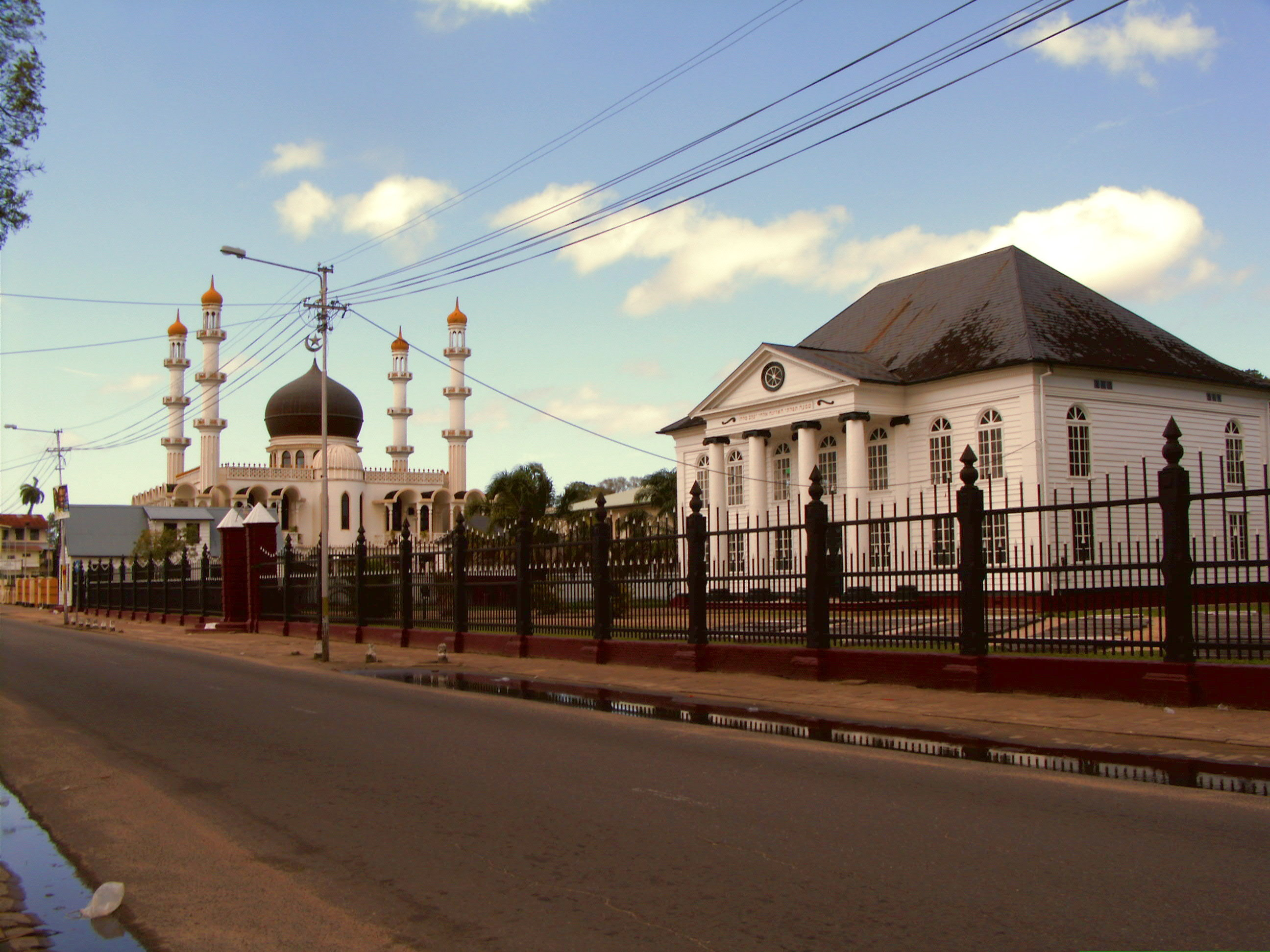
مسجد سورينام (يسار الصورة) يجاوره المعبد اليهودي

- كاتدرائية القديسين بطرس وبولس الكاثوليكية

## الرياضة
ولد في باراماريبو العديد من لاعبي الكرة، الذين لعب بعضهم فيما بعد للمنتخب الهولندي، ومنهم:
- أرون فنتر
- كلارنس سيدورف
- إدغار ديفيدز
- فابيان فلنيس
- هينك فريزر
- جيري دي يونغ
- جيمي فلويد هاسلبانك
- جيرمان لنس
- مارك دي فريس
- ستانلي مينزو

وكذلك فمن الألعاب ذات الشعبية في سورينام كل من التنس والغولف وكرة السلة.